# Liste der Nummer-eins-Hits in der Schweiz (2002)
Dies ist eine Liste der Nummer-eins-Hits in der Schweiz im Jahr 2002. Sie basiert auf den Top 100 Singles und Top 100 Alben der offiziellen Schweizer Hitparade. Es gab in diesem Jahr neun Nummer-eins-Singles und 16 Nummer-eins-Alben.

## Singles
| ← 2001 ← | Liste der Nummer-eins-Hits in der Schweiz | Liste der Nummer-eins-Hits in der Schweiz | Liste der Nummer-eins-Hits in der Schweiz | 2003 →                    |
| \| Zeitraum \| Wo. ges. \| Interpret \| Titel Autor(en) \| Zusätzliche Informationen \| \| (Zeitraum, Wochen auf Platz eins, Interpret, Titel, Autor[en], zusätzliche Informationen) \| \| \| \| \| \| ----------------------------------------------------------------------------------------- \| -------- \| ------------------------- \| ----------------------------------------------------------------------------------------------------------------------------------------------------------------------- \| ------------------------- \| \| 23. Dezember 2001 – 12. Januar 2002 3 Wochen \| 3 \| Bro’Sis \| I Believe Alex Jörg Christensen, Peter Könemann, Jens Klein, Clyde Joseph Ward \| – \| \| 13. Januar 2002 – 19. Januar 2002 1 Woche (insgesamt 2) \| 2 \| Anastacia \| Paid My Dues Gregory Dean Lawson, Damon Sharpe, Lamenga Kafi Ford, Anastacia L. Newkirk \| – \| \| 20. Januar 2002 – 26. Januar 2002 1 Woche \| 1 \| Sarah Connor \| From Sarah with Love Kay Denar, Rob Tyger \| – \| \| 27. Januar 2002 – 2. Februar 2002 1 Woche (insgesamt 2) \| 2 \| Anastacia \| Paid My Dues Gregory Dean Lawson, Damon Sharpe, Lamenga Kafi Ford, Anastacia L. Newkirk \| – \| \| 3. Februar 2002 – 1. Juni 2002 17 Wochen \| 17 \| Shakira \| Whenever, Wherever Shakira Isabel Mebarak, Gloria M. Estefan, Timothy C. Mitchell \| – \| \| 2. Juni 2002 – 10. August 2002 10 Wochen (insgesamt 11) \| 11 \| Eminem \| Without Me Anne Jennifer Dudley, Marshall Mathers, Jeffrey Irwin Bass, Malcolm Robert Andrew McLaren, Trevor Charles Horn, Kevin Dean Bell \| – \| \| 11. August 2002 – 17. August 2002 1 Woche \| 1 \| Elvis Presley vs. JXL \| A Little Less Conversation Scott Davis, William Everett Strange \| – \| \| 18. August 2002 – 24. August 2002 1 Woche (insgesamt 11) \| 11 \| Eminem \| Without Me Anne Jennifer Dudley, Marshall Mathers, Jeffrey Irwin Bass, Malcolm Robert Andrew McLaren, Trevor Charles Horn, Kevin Dean Bell \| – \| \| 25. August 2002 – 9. November 2002 11 Wochen \| 11 \| Las Ketchup \| The Ketchup Song (Aserejé) Francisco Manuel Ruiz Gomez \| – \| \| 10. November 2002 – 24. Dezember 2002 7 Wochen \| 7 \| Nelly feat. Kelly Rowland \| Dilemma Kenneth Gamble, Bunny Sigler, Cornell Haynes, Antoine L. Macon \| – \| \| 15. Dezember 2002 – 8. Februar 2003 8 Wochen \| 8 \| t.A.T.u. \| All the Things She Said Sergey Galoyan, Ivan Nikolaevich Shapovalov, Trevor Charles Horn, Martin Kierszenbaum, Elena Vladimirovna Kiper, Valerij Valentinovich Polienko \| – \| |                                           |                                           | |                           |
| ← 2001 |                                           |                                           | | → 2003 →                  |
| Zeitraum | Wo. ges.                                  | Interpret                                 | Titel Autor(en) | Zusätzliche Informationen |
| (Zeitraum, Wochen auf Platz eins, Interpret, Titel, Autor[en], zusätzliche Informationen) |                                           |                                           | |                           |
| 23. Dezember 2001 – 12. Januar 2002 3 Wochen | 3                                         | Bro’Sis                                   | I Believe Alex Jörg Christensen, Peter Könemann, Jens Klein, Clyde Joseph Ward                                                                                          | –                         |
| 13. Januar 2002 – 19. Januar 2002 1 Woche (insgesamt 2) | 2                                         | Anastacia                                 | Paid My Dues Gregory Dean Lawson, Damon Sharpe, Lamenga Kafi Ford, Anastacia L. Newkirk                                                                                 | –                         |
| 20. Januar 2002 – 26. Januar 2002 1 Woche | 1                                         | Sarah Connor                              | From Sarah with Love Kay Denar, Rob Tyger | –                         |
| 27. Januar 2002 – 2. Februar 2002 1 Woche (insgesamt 2) | 2                                         | Anastacia                                 | Paid My Dues Gregory Dean Lawson, Damon Sharpe, Lamenga Kafi Ford, Anastacia L. Newkirk                                                                                 | –                         |
| 3. Februar 2002 – 1. Juni 2002 17 Wochen | 17                                        | Shakira                                   | Whenever, Wherever Shakira Isabel Mebarak, Gloria M. Estefan, Timothy C. Mitchell                                                                                       | –                         |
| 2. Juni 2002 – 10. August 2002 10 Wochen (insgesamt 11) | 11                                        | Eminem                                    | Without Me Anne Jennifer Dudley, Marshall Mathers, Jeffrey Irwin Bass, Malcolm Robert Andrew McLaren, Trevor Charles Horn, Kevin Dean Bell                              | –                         |
| 11. August 2002 – 17. August 2002 1 Woche | 1                                         | Elvis Presley vs. JXL                     | A Little Less Conversation Scott Davis, William Everett Strange | –                         |
| 18. August 2002 – 24. August 2002 1 Woche (insgesamt 11) | 11                                        | Eminem                                    | Without Me Anne Jennifer Dudley, Marshall Mathers, Jeffrey Irwin Bass, Malcolm Robert Andrew McLaren, Trevor Charles Horn, Kevin Dean Bell                              | –                         |
| 25. August 2002 – 9. November 2002 11 Wochen | 11                                        | Las Ketchup                               | The Ketchup Song (Aserejé) Francisco Manuel Ruiz Gomez | –                         |
| 10. November 2002 – 24. Dezember 2002 7 Wochen | 7                                         | Nelly feat. Kelly Rowland                 | Dilemma Kenneth Gamble, Bunny Sigler, Cornell Haynes, Antoine L. Macon                                                                                                  | –                         |
| 15. Dezember 2002 – 8. Februar 2003 8 Wochen | 8                                         | t.A.T.u.                                  | All the Things She Said Sergey Galoyan, Ivan Nikolaevich Shapovalov, Trevor Charles Horn, Martin Kierszenbaum, Elena Vladimirovna Kiper, Valerij Valentinovich Polienko | –                         |

## Alben
| ← 2001 ← | Liste der Nummer-eins-Hits in der Schweiz | Liste der Nummer-eins-Hits in der Schweiz | Liste der Nummer-eins-Hits in der Schweiz | 2003 →                    |
| \| Zeitraum \| Wo. ges. \| Interpret \| Titel \| Zusätzliche Informationen \| \| (Zeitraum, Wochen auf Platz eins, Interpret, Titel, zusätzliche Informationen) \| \| \| \| \| \| ------------------------------------------------------------------------------ \| -------- \| --------------------- \| ------------------------------------ \| ------------------------- \| \| 9. Dezember 2001 – 9. Februar 2002 9 Wochen \| 9 \| Anastacia \| Freak of Nature \| – \| \| 10. Februar 2002 – 9. März 2002 4 Wochen \| 4 \| Gotthard \| One Life, One Soul – Best of Ballads \| – \| \| 10. März 2002 – 30. März 2002 3 Wochen \| 3 \| Alanis Morissette \| Under Rug Swept \| – \| \| 31. März 2002 – 6. April 2002 1 Woche \| 1 \| Shakira \| Laundry Service \| – \| \| 7. April 2002 – 25. Mai 2002 7 Wochen \| 7 \| Céline Dion \| A New Day Has Come \| – \| \| 26. Mai 2002 – 8. Juni 2002 2 Wochen \| 2 \| Moby \| 18 \| – \| \| 9. Juni 2002 – 22. Juni 2002 2 Wochen (insgesamt 4) \| 4 \| Eminem \| The Eminem Show \| – \| \| 23. Juni 2002 – 29. Juni 2002 1 Woche \| 1 \| Renaud \| Boucan d’enfer \| – \| \| 30. Juni 2002 – 13. Juli 2002 2 Wochen (insgesamt 4) \| 4 \| Eminem \| The Eminem Show \| – \| \| 14. Juli 2002 – 20. Juli 2002 1 Woche \| 1 \| Oasis \| Heathen Chemistry \| – \| \| 21. Juli 2002 – 7. September 2002 7 Wochen \| 7 \| Red Hot Chili Peppers \| By the Way \| – \| \| 8. September 2002 – 14. September 2002 1 Woche \| 1 \| Coldplay \| A Rush of Blood to the Head \| – \| \| 15. September 2002 – 5. Oktober 2002 3 Wochen \| 3 \| Herbert Grönemeyer \| Mensch \| – \| \| 6. Oktober 2002 – 2. November 2002 4 Wochen \| 4 \| Elvis Presley \| Elv1s – 30 #1 Hits \| – \| \| 3. November 2002 – 16. November 2002 2 Wochen \| 2 \| Santana \| Shaman \| – \| \| 17. November 2002 – 30. November 2002 2 Wochen \| 2 \| U2 \| The Best of 1990–2000 \| – \| \| 1. Dezember 2002 – 1. Februar 2003 9 Wochen \| 9 \| Robbie Williams \| Escapology \| – \| |                                           |                                           |                                           |                           |
| ← 2001 |                                           |                                           |                                           | → 2003 →                  |
| Zeitraum | Wo. ges.                                  | Interpret                                 | Titel                                     | Zusätzliche Informationen |
| (Zeitraum, Wochen auf Platz eins, Interpret, Titel, zusätzliche Informationen) |                                           |                                           |                                           |                           |
| 9. Dezember 2001 – 9. Februar 2002 9 Wochen | 9                                         | Anastacia                                 | Freak of Nature                           | –                         |
| 10. Februar 2002 – 9. März 2002 4 Wochen | 4                                         | Gotthard                                  | One Life, One Soul – Best of Ballads      | –                         |
| 10. März 2002 – 30. März 2002 3 Wochen | 3                                         | Alanis Morissette                         | Under Rug Swept                           | –                         |
| 31. März 2002 – 6. April 2002 1 Woche | 1                                         | Shakira                                   | Laundry Service                           | –                         |
| 7. April 2002 – 25. Mai 2002 7 Wochen | 7                                         | Céline Dion                               | A New Day Has Come                        | –                         |
| 26. Mai 2002 – 8. Juni 2002 2 Wochen | 2                                         | Moby                                      | 18                                        | –                         |
| 9. Juni 2002 – 22. Juni 2002 2 Wochen (insgesamt 4) | 4                                         | Eminem                                    | The Eminem Show                           | –                         |
| 23. Juni 2002 – 29. Juni 2002 1 Woche | 1                                         | Renaud                                    | Boucan d’enfer                            | –                         |
| 30. Juni 2002 – 13. Juli 2002 2 Wochen (insgesamt 4) | 4                                         | Eminem                                    | The Eminem Show                           | –                         |
| 14. Juli 2002 – 20. Juli 2002 1 Woche | 1                                         | Oasis                                     | Heathen Chemistry                         | –                         |
| 21. Juli 2002 – 7. September 2002 7 Wochen | 7                                         | Red Hot Chili Peppers                     | By the Way                                | –                         |
| 8. September 2002 – 14. September 2002 1 Woche | 1                                         | Coldplay                                  | A Rush of Blood to the Head               | –                         |
| 15. September 2002 – 5. Oktober 2002 3 Wochen | 3                                         | Herbert Grönemeyer                        | Mensch                                    | –                         |
| 6. Oktober 2002 – 2. November 2002 4 Wochen | 4                                         | Elvis Presley                             | Elv1s – 30 #1 Hits                        | –                         |
| 3. November 2002 – 16. November 2002 2 Wochen | 2                                         | Santana                                   | Shaman                                    | –                         |
| 17. November 2002 – 30. November 2002 2 Wochen | 2                                         | U2                                        | The Best of 1990–2000                     | –                         |
| 1. Dezember 2002 – 1. Februar 2003 9 Wochen | 9                                         | Robbie Williams                           | Escapology                                | –                         |

## Jahreshitparaden
| ← 2001 ← | Liste der Nummer-eins-Hits in der Schweiz | Liste der Nummer-eins-Hits in der Schweiz    | Liste der Nummer-eins-Hits in der Schweiz | 2003 →   |
| \| Singles \| Position# \| Alben \| \| -------------------------------------------------------------------------------------------------------------------------------------------------------------------------- \| --------- \| -------------------------------------------- \| \| The Ketchup Song (Aserejé) Las Ketchup Francisco Manuel Ruiz Gomez \| 1 \| Laundry Service Shakira \| \| Whenever, Wherever Shakira Shakira Isabel Mebarak, Gloria M. Estefan, Timothy C. Mitchell \| 2 \| A New Day Has Come Céline Dion \| \| Without Me Eminem Anne Jennifer Dudley, Marshall Mathers, Jeffrey Irwin Bass, Malcolm Robert Andrew McLaren, Trevor Charles Horn, Kevin Dean Bell \| 3 \| Freak of Nature Anastacia \| \| Underneath Your Clothes Shakira Lester A. Mendez, Shakira Isabel Mebarak \| 4 \| Mensch Herbert Grönemeyer \| \| A Little Less Conversation Elvis Presley vs. JXL Scott Davis, William Everett Strange \| 5 \| The Eminem Show Eminem \| \| Dilemma Nelly feat. Kelly Rowland Kenneth Gamble, Bunny Sigler, Cornell Haynes, Antoine L. Macon \| 6 \| By the Way Red Hot Chili Peppers \| \| Xdono Tiziano Ferro \| 7 \| Elv1s – 30 #1 Hits Elvis Presley \| \| From Sarah with Love Sarah Connor Kay Denar, Rob Tyger \| 8 \| Swing When You’re Winning Robbie Williams \| \| Complicated Avril Lavigne Lauren Christy, David Scott Alspach, Graham Edwards, Avril Ramona Lavigne \| 9 \| Rosso relativo Tiziano Ferro \| \| I Need a Girl P. Diddy feat. Usher & Loon Mario Mendell Winans, Sean Puffy Combs, Chauncey Lamont Hawkins, Michael Carlos Jones, Frankie Romano, Taurian Adonis Shropshire \| 10 \| One Life One Soul – Best of Ballads Gotthard \| |                                           |                                              |                                           |          |
| ← 2001 |                                           |                                              |                                           | → 2003 → |
| Singles | Position#                                 | Alben                                        |                                           |          |
| The Ketchup Song (Aserejé) Las Ketchup Francisco Manuel Ruiz Gomez | 1                                         | Laundry Service Shakira                      |                                           |          |
| Whenever, Wherever Shakira Shakira Isabel Mebarak, Gloria M. Estefan, Timothy C. Mitchell | 2                                         | A New Day Has Come Céline Dion               |                                           |          |
| Without Me Eminem Anne Jennifer Dudley, Marshall Mathers, Jeffrey Irwin Bass, Malcolm Robert Andrew McLaren, Trevor Charles Horn, Kevin Dean Bell | 3                                         | Freak of Nature Anastacia                    |                                           |          |
| Underneath Your Clothes Shakira Lester A. Mendez, Shakira Isabel Mebarak | 4                                         | Mensch Herbert Grönemeyer                    |                                           |          |
| A Little Less Conversation Elvis Presley vs. JXL Scott Davis, William Everett Strange | 5                                         | The Eminem Show Eminem                       |                                           |          |
| Dilemma Nelly feat. Kelly Rowland Kenneth Gamble, Bunny Sigler, Cornell Haynes, Antoine L. Macon | 6                                         | By the Way Red Hot Chili Peppers             |                                           |          |
| Xdono Tiziano Ferro | 7                                         | Elv1s – 30 #1 Hits Elvis Presley             |                                           |          |
| From Sarah with Love Sarah Connor Kay Denar, Rob Tyger | 8                                         | Swing When You’re Winning Robbie Williams    |                                           |          |
| Complicated Avril Lavigne Lauren Christy, David Scott Alspach, Graham Edwards, Avril Ramona Lavigne | 9                                         | Rosso relativo Tiziano Ferro                 |                                           |          |
| I Need a Girl P. Diddy feat. Usher & Loon Mario Mendell Winans, Sean Puffy Combs, Chauncey Lamont Hawkins, Michael Carlos Jones, Frankie Romano, Taurian Adonis Shropshire | 10                                        | One Life One Soul – Best of Ballads Gotthard |                                           |          |